# Geld und Geist
Geld und Geist ist ein Heimatfilm aus dem Jahr 1964. Die Produktion aus der Reihe der Schweizer Gotthelf-Filme entstand unter der Regie von Franz Schnyder.

## Handlung
Auf dem idyllisch gelegenen Liebiwyl-Bauernhof leben der Bauer Christen, seine Frau Änneli sowie die Söhne Resli und Christeli als auch die Tochter Annelisi in grosser Harmonie zusammen. Diese Eintracht wird jäh gestört, als sich Christen vom listigen Dorfschreiber zur Spekulation mit Mündelgeldern überreden lässt. Dabei verliert er all das investierte Geld, und der unvorsichtige Landwirt muss der Gemeinde den Schaden aus der eigenen Tasche begleichen. Änneli ist über Christens mangelnde Vorsicht sehr erbost, ihr Mann wiederum zeigt keinerlei Verständnis dafür, dass seine Frau sich grosszügig gegenüber den Bedürftigen erweist. Ausgerechnet er wirft ihr vor, das Geld mit vollen Händen hinauszuwerfen und Nahrung zu verschwenden. Man giftet sich an, die Vorwürfe häufen sich, und bald herrscht eisiges Schweigen in dieser Ehe. Die drei Kinder leiden unter dieser schlechten Stimmung sehr. Beim sonntäglichen Kirchgang zu Pfingsten redet der Pfarrer den verkrachten Eheleuten ins Gewissen, woraufhin Änneli den Anfang macht und auf ihren Gatten zugeht. Christen und Änneli beginnen sich wieder allmählich anzunähern, und bald scheint einer Versöhnung der beiden nichts mehr im Wege zu stehen. Der erste Schritt zueinander hin ist das gemeinsame Gebet im Bett vor dem Schlafengehen.
In ebendieser Pfingstnacht brennt in der Nähe ein Hof nieder. Resli, der zum Unglücksort eilt, hilft bei den Löscharbeiten und lernt dabei Anne-Mareili, die Tochter des Dorngrütbauern, näher kennen. Bereits am vorausgegangenen Nachmittag fiel sie ihm beim Tanz auf, und Resli beginnt Interesse an ihr zu entwickeln. Als er meint, dass das Mädchen von dahergelaufenen Typen bedrängt wird, stürzt er sich, ganz Kavalier dazwischen … und wird ordentlich verprügelt. Schliesslich verlieben sich die beiden ineinander. Doch Resli ist ihrem Vater nicht gut genug, der Dorngrütbauer möchte unbedingt einen wohlhabenden Schwiegersohn und möchte daher, dass seine Tochter den reichen und nicht mehr ganz taufrischen Kellerjoggi als Ehemann nimmt.
Reslis Werbung um Anne-Mareili ist ihm jedoch nicht ganz Unrecht, denn damit glaubt er den Preis für seine Tochter als allseits begehrte Braut in die Höhe treiben zu können. Auf Liebiwyl zu Gast, stellt der Dorngrütbauer eine derart hohe finanzielle Forderung als „männliche Mitgift“ für seine Tochter, die der verschuldete Christen ebenso wenig wie sein Sohn Resli nachkommen kann. Das Mädchen will sich aber nicht meistbietend verschachern lassen und wendet sich in ihrer Verzweiflung an ihre Mutter, die Dorngrütbäuerin. Gleichzeitig kann sie aber nicht begreifen, dass Resli den vom Vater geforderten Zumutungen nicht nachzukommen bereit ist und damit das Familienglück aufs Spiel setzt. Anne-Mareili ist nicht länger bereit sich den Wünschen unterzuordnen und flieht in ihrer Verzweiflung auf den Heuboden der Scheune, gefolgt von dem ebenso aufgebrachten wie geldgierigen Vater. Als der Dorngrütbauer sie verfolgt, stürzt er dabei von der Heubühne und kommt dabei ums Leben. Auf dem Liebiwyl-Hof liegt derweil Änneli im Sterben. Sie kann nun ruhig entschlafen, als sie hört, dass Anne-Mareili für Resli frei ist und sie die neue Bäuerin auf Liebiwyl werden kann.

## Produktionsnotizen
Geld und Geist war die einzige abendfüllende Spielfilmproduktion der Schweiz im Jahr 1964 und zugleich der letzte Film des klassisch-konventionellen Schweizer (Erzähl- und Unterhaltungs-)Kinos. Nahezu zeitgleich, ab Mitte der 1960er Jahre, wurde die Filmlandschaft der Eidgenossenschaft von frankophonen Schweizern wie Alain Tanner, Michel Soutter und Claude Goretta von Grund auf revolutioniert.
Gedreht wurde von Juli bis August 1964 an Drehorten in Emmental: Wikartswil, Sumiswald, Würzbrunnen und der Umgebung von Burgdorf. Die Innendrehs erfolgten in der sog. Chicorée-Halle in Alchenflüh bei Kirchberg (Kanton Bern). Die Uraufführung fand am 8. Oktober 1964 in zwei Berner Kinos statt.
Mit Geld und Geist endete nicht nur das klassische Schweizerkino althergebrachter Art, sondern zugleich die cineastische Tätigkeit einer Reihe von Filmveteranen: Für die Deutschen Mathias Wieman und Konstantin Irmen-Tschet bedeutete diese Produktion ebenso wie für den Schweizer Szenenbildner Max Röthlisberger, der die Filmbauten entwarf, der Abschied vom Kino. Auch der Darsteller des Dorngrütbauer, Max Haufler, drehte danach keinen Schweizer Film mehr und verübte im Jahr darauf Selbstmord.
Die Hauptdarsteller des Liebiwylbauern-Ehepaars Margrit Winter und Erwin Kohlund waren tatsächlich miteinander verheiratet. In Deutschland wurde Geld und Geist 1966 unter dem Titel Menschen der Berge vertrieben.
Geld und Geist war Schnyders sechste und zugleich letzte Gotthelf-Verfilmung. Für seine einzige Gotthelf-Verfilmung in Farbe konnte der Regisseur auf eine Million Schweizer Franken zurückgreifen, damals eine enorme Geldsumme. Vom Schweizerischen „Land- und Kleinstädteverband der Kinos“ erhielt er gut 500'000 Franken, weitere 200'000 Franken kamen vom Bundesamt für Kultur. Trotz schlechter Kritiken (s. u.) strömten die Schweizer in die Kinos. So wurde Geld und Geist mit 3,7 Millionen Franken Einnahmen ein gewaltiger Kassenerfolg.
Ungeachtet der Reaktionen durch die Fachwelt auf Geld und Geist kehrte Regisseur Schnyder drei Jahre später trotz einer dramatisch veränderten Kinolandschaft wiederum zum Film der klassischen Erzählstrukturen zurück und drehte von Mai bis Juli 1967 in der Nähe von Burgdorf mit einem Etat von zwei Millionen Franken die Familienchronik „Die sechs Kummerbuben“, eine Film-Fernseh-Co-Produktion, die im Oktober 1968 in den Schweizer Kinos anlief. Angesichts dramatischer sozialer Veränderungen – die Studentenproteste in Frankreich und Deutschland blieben auch in der Schweiz nicht ungehört – löste der Film „durch seine unerträgliche Albernheit … einen Sturm der Entrüstung aus.“

## Zum literarischen Hintergrund
Jeremias Gotthelf (1797–1854) hatte «Geld und Geist oder Die Versöhnung» in Fortsetzungen geschrieben. Der erste Teil reichte nur gerade bis zur Versöhnung der Eheleute auf Liebiwyl und endet mit dem Brand des Bauernhofes. Der restliche Teil des Romans erschien erst ein Jahr später und endete mit dem lakonischen Satz «Somit ist die Erzählung 'Geld und Geist' vollendet».

## Kritik
Die Schweizer Kritik verriss den Film aufgrund Schnyders konventioneller Inszenierung zumeist als altbacken, konventionell und überholt.

„Inhaltlich wie formal misslungene Verfilmung eines Romans von Jeremias Gotthelf. Während die Vorlage geschickt zwei Familien durch ihre Beziehung zum Geld charakterisiert, verbreitet der Film ebenso platt wie penetrant die Botschaft, dass Geld alle menschlichen Beziehungen zerstöre und unterläuft sie durch sein kitschiges Happy End.“

«Die ausserordentlichen Kassenerfolge im Kino der fünfziger und frühen sechziger Jahre setzten sich mit phänomenalen Einschaltquoten im Fernsehen fort, bis heute. Da spielte es keine Rolle, dass die Qualität der filmischen Umsetzungen – immer nach Drehbüchern Richard Schweizers – stark schwankte. «Die Käserei in der Vehfreude» (1958) schert sich einen Deut um Gotthelfs «betriebswirtschaftlichen», ja beinah nationalökonomischen Diskurs zur Milchwirtschaft, viel wichtiger scheinen die Keilereien der Bauern. Ähnliches liesse sich von «Geld und Geist» sagen, 1964 aufwendig in Farbe gedreht. Hier zeigte sich am prägnantesten das völlig ahistorische Gotthelf-Verständnis Schnyders. Für ihn standen der «sittliche Gehalt» der Prediger im Zentrum, was sich aber zumeist in Derbheit niederschlug.»